# 黃點蛇鱔
黃點蛇鱔（学名：Echidna xanthospilos），又稱黃點蝮鯙、黃斑蝮鯙、錢鰻、薯鰻、虎鰻，為輻鰭魚綱鰻鱺目鯙亞目鯙科的其中一種，分布於中西太平洋的印尼及巴布亞紐幾內亞海域，為底棲性魚類，屬肉食性，生活習性不明。

## 擴展閱讀
維基物種上的相關：黃點蛇鱔